# Wälderdackel
Wälderdackel, auch Schwarzwälder Bracke, ist ein mittelgroßer Jagdhund zum Stöbern auf alle vorkommenden Wildarten in den Regionen des Schwarzwaldes. Um seine züchterischen Ziele konsequent weiterverfolgen zu können, strebt der Verein Schwarzwälder Bracke (Wälderdackel) e.V. aktuell (Stand: 2023) keine Aufnahme bei den bekannten Zuchtverbänden, wie etwa bei der FCI oder dem JGHV an. Beim DJV ist der Wälderdackel für die Brauchbarkeitsprüfung der Landesjagdverbände Baden-Württemberg, Brandenburg und Sachsen zugelassen. Beim ÖJV war er anfangs nur in den Jagdverbänden Bayern, Baden-Württemberg, Niedersachsen-Bremen, Sachsen und Rheinland-Pfalz zugelassen. Da im ÖJV mittlerweile auch Jagdhunde ohne JGHV Papiere Prüfungen absolvieren können ist er nunmehr in allen ÖJV Jagdverbänden für die Prüfungen zugelassen.

## Herkunft und Geschichtliches
Die Spuren dieses Dackel-Brackenschlages lassen sich bis in das 19. Jahrhundert zurückverfolgen. Der Ursprung liegt vermutlich in den alten kurzhaarigen Dackelrassen und alemannischen Jagd- bzw. Laufhunden. Sie wurden auf der Jagd eingesetzt, bewachten Hof, Menschen und Vieh, wobei der heutige Schwerpunkt auf der Jagd liegt. Bis in den 1980er Jahren verschwand dieser regionale Jagdhund des Schwarzwaldes fast unbemerkt. In den 1990er Jahren wurde der Hundebestand im Schwarzwald wieder erfasst und am 14. Februar 1998 erfolgte im Glottertal die Vereinsgründung zur Sicherung des Wälderdackels.

## Beschreibung
Es existieren drei Schläge. Von einem kleinwüchsigen, über einen mittleren, bis zu einem höher gebauten Schlag, wobei die Mehrzahl der Hunde dem mittleren Schlag zuzuordnen sind.
Die Widerristhöhe variieren zwischen 28 und 40 Zentimeter bei einem Körpergewicht von acht bis 20 Kilogramm.
Die Deckfarbe ist meist dunkel, oftmals mit weißem Brustfleck. Es dominieren die Farben schwarz, braun, wobei auch dreifarbige Hunde anzutreffen sind. Der Wälderdackel gilt außerdem als sehr robust, jagt führerbezogen und verfügt über einen guten Orientierungssinn.

## Verwendung

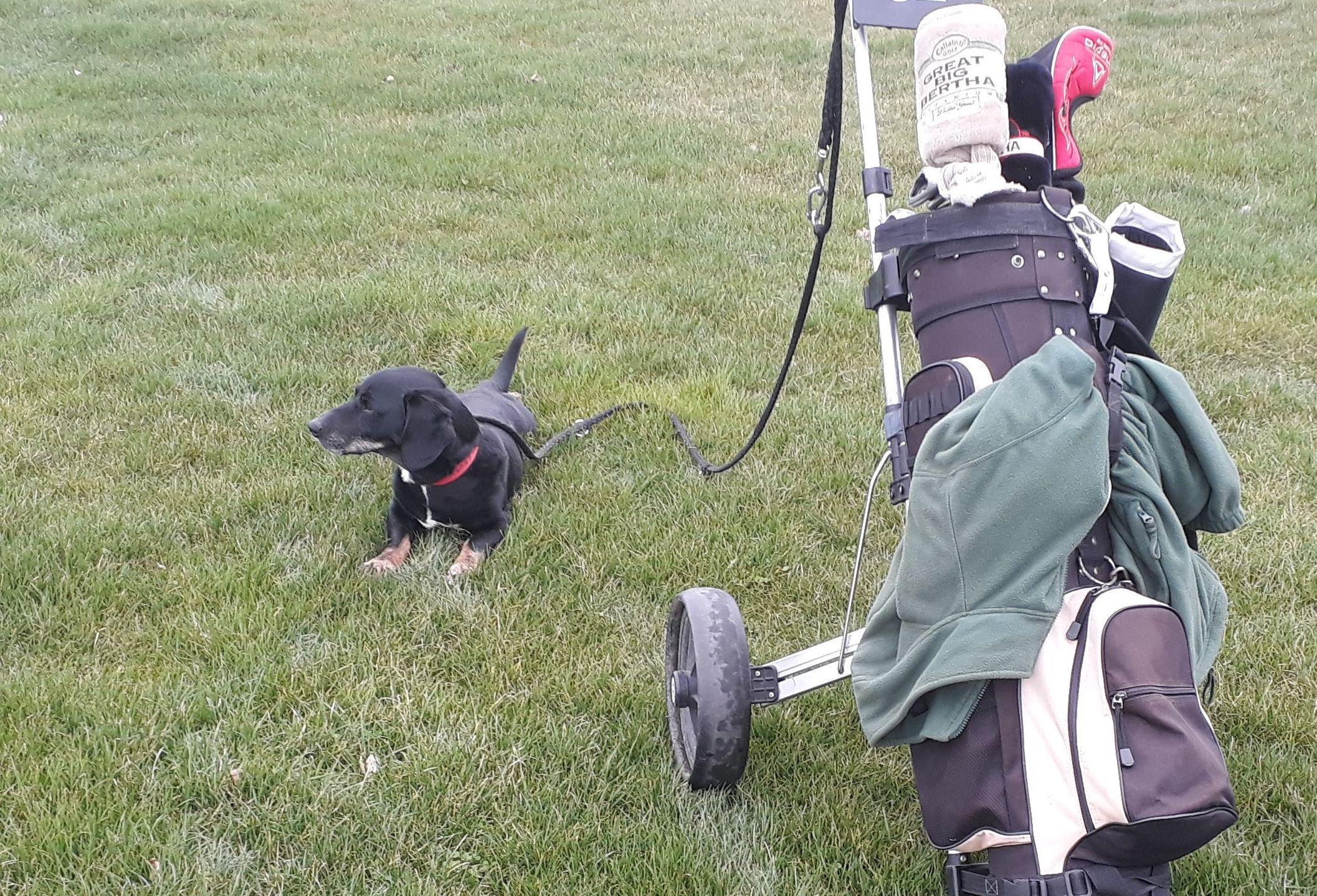
Wälderdackel

Das Haupteinsatzgebiet ist das Stöbern auf alles Schalenwild sowie auf Fuchs und Hase. Aufgrund seiner ausgezeichneten Nase wird er auch zur Nachsuche eingesetzt. Durch seine Größe kann er auch zum Apportieren von leichtem Wild und zur Wasserarbeit eingesetzt werden. Da der Wälderdackel hochläufiger ist als der klassische Dackel, ist er im Mittelgebirge deutlich beweglicher bzw. besser einsetzbar. Er ist aber nicht so hochläufig wie Vorstehhunde. Dadurch kommt es bei der Bewegungsjagd nicht zur Hetze. Vielmehr "drückt" der Wälderdackel das Wild relativ langsam vor sich her, sodass der Schütze das Wild nicht hochflüchtig erlegen muss. Aufgrund seiner hohen sozialen Kompetenz findet er auch als Familienhund Verwendung. In der Regel ist er Fährtenlaut (Spurlaut).

## Prüfungsordnung
Die Prüfungsordnung des Vereins sieht eine Anlagen-, eine Stöber- sowie eine Nachsuchenprüfung vor. Um in die Zucht zu gelangen, muss der Hund dem Rassestandard entsprechen und die Anlagenprüfung (Spurlaut, Schussfestigkeit) erfolgreich ablegen. Zusätzlich bietet der Verein eine Nachsuchenprüfung (Übernachtfährte) und eine Stöberprüfung an. Voraussetzung zur Teilnahme an den weiterführenden Prüfungen ist die bestandene Anlagenprüfung.  